# لینیا برتلسن
لینیا برتلسن (دانمارکی: Linnea Berthelsen؛ زادهٔ ۱۳ ژوئیهٔ ۱۹۹۳) بازیگر اهل دانمارک است. وی از سال ۲۰۱۴ میلادی تاکنون مشغول فعالیت بوده‌است.
از فیلم‌ها یا مجموعه‌های تلویزیونی که وی در آن نقش داشته‌است، می‌توان به چیزهای عجیب و توسعه دهندگان اشاره کرد.